# Souw Beng Kong
Souw Beng Kong (c.1580–1644), in oudere bronnen bekend als Bencon, was de eerste kapitein der Chinezen in Batavia.

## Leven
Souw Beng Kong werd geboren in Tong An, Fujian rond 1580, tijdens de Ming-dynastie. Aan het begin van de zeventiende eeuw had hij zich gevestigd als een vooraanstaande magnaat en koopman in de havenstad Banten aan de noordkust van Java. Hij werd door  Pangeran Ratur, de sultan van Bantam, benoemd tot Kapitan Cina, of Chinees hoofdman, van Banten. In het conflict tussen de sultan en de Vereenigde Oostindische Compagnie koos Souw echter de kant van de compagnie.
Hij ontwikkelde een hartelijke relatie met Jan Pieterszoon Coen. Toen Coen het Nederlandse hoofdkwartier verplaatste van Banten naar de pas veroverde stad Jayakarta (hernoemd tot Batavia), vroeg de gouverneur-generaal Souw om te verhuizen naar de nieuwe Nederlandse hoofdstad. Souw speelde een belangrijke rol bij het consolideren van de Nederlandse overheersing in Batavia door de vestiging van Chinese migranten aan te moedigen, te beginnen met 170 Chinese families uit Banten. De Compagnie benoemde Souw tot kapitein der Chinezen van Batavia met politieke en juridische autoriteit over de lokale Chinese gemeenschap.
Naast zijn rol als kapitein kreeg Souw Beng Kong ook de bevoegdheid om munten te slaan en geld te drukken, en de vergunning om belasting te heffen op gokken in Batavia. Tegen het einde van de Ming-dynastie ontwikkelde hij handelsbetrekkingen tussen Nederlands Formosa (Taiwan) en Batavia. Souw legde in 1636 zijn kapiteinschap neer na 17 jaar in functie te zijn geweest. Hij stierf in 1644.

## Graf

Het overgroeide graf van Souw Beng Kong, c.1900.

Het graf van Kapitein Souw Beng Kong is een van de oudste historische plekken uit de koloniale periode in Jakarta, Indonesië. Het ligt in Mangga Dua Selatan, Centraal Jakarta, in wat toen de buitenwijken waren van de oude koloniale hoofdstad.
Het begin 20ste eeuw geheel vervallen graf werd voor het eerst gerestaureerd tijdens het burgemeesterschap van Souws laatste koloniale opvolger, Majoor Khouw Kim An (in functie: 1910–1918, 1927–1945), die ook een gedenkplaat toevoegde.

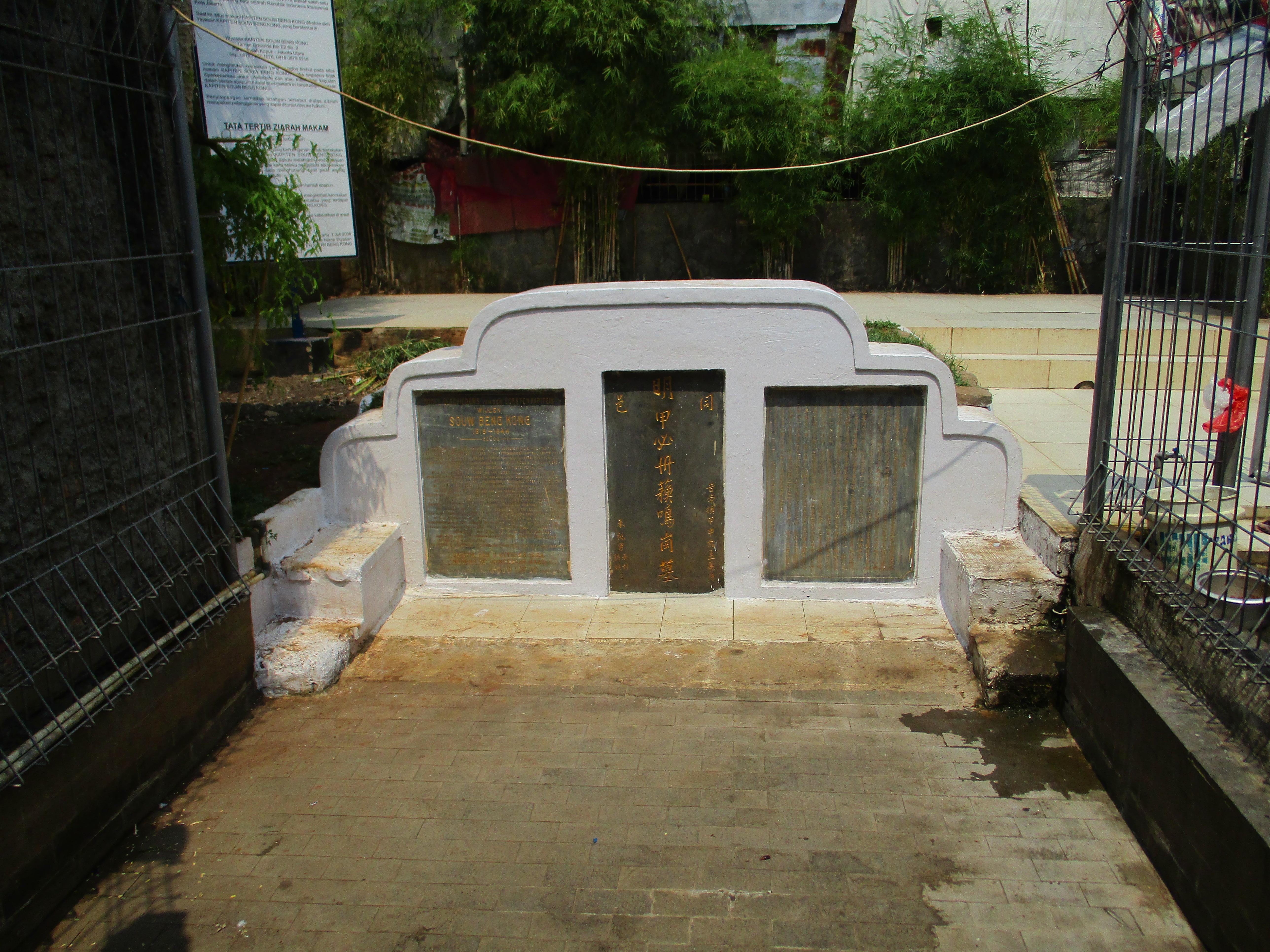
Het gerestaureerde graf van Souw Beng Kong, gefotografeerd in 2018

Na tientallen jaren van verwaarlozing werd het graf tussen 2006 en 2008 opnieuw gerestaureerd door een groep onder leiding van MATAKIN (de Hoge Raad voor de Confucianistische Religie in Indonesië) en de Trisakti Universiteit.